# Ruth Moschner
 (juin 2018).
Si vous disposez d'ouvrages ou d'articles de référence ou si vous connaissez des sites web de qualité traitant du thème abordé ici, merci de compléter l'article en donnant les références utiles à sa vérifiabilité et en les liant à la section « Notes et références ».
Ruth Moschner, née le 11 avril 1976 à Munich, est une animatrice de télévision et écrivaine allemande.

## Biographie
Ruth Moschner a fait sa première apparition à la télévision à l'âge de dix ans dans l'émission Aktenzeichen XY … ungelöst (de). Parallèlement, elle a pris des leçons de ballet, ce qui lui a valu une bourse de la Fondation Heinz-Bosl. Cependant, elle a dû mettre fin à la carrière de ballet pour des raisons de santé et s'est ensuite concentrée sur des seconds rôles au Théâtre national de Munich.
Après son bac et une formation interrompue en tant que conseillère de banque, elle a commencé un stage à la station de radio Energy München. Ruth Moschner a ensuite effectué un stage et une période de volontariat à la télévision régionale TV München (de), à la suite de laquelle elle a animé différents programmes.
En 1997, elle a déménagé à Berlin, où elle a travaillé en tant que présentatrice, éditrice et productrice pour TV Berlin (de).
En 2000, elle participe au casting du programme Freitag Nacht News sur RTL qu'elle présente de septembre 2000 à juin 2005 en compagnie de son ancien collègue de TV München, Henry Gründler. Dès lors, elle a également eu plusieurs courtes apparitions dans des séries de RTL, comme Alerte Cobra, Das Amt ou Hinter Gittern – Der Frauenknast.
Moschner a co-présenté la première saison de Reklame! à la fin de 2003 sur Kabel eins. Du 2 mars 2004 au 29 mai 2005, elle a présenté Big Brother sur RTL II. En 2005, elle tourne avec Bernd das Brot pour la série Chili TV (diffusée sur KiKA) une parodie de l'émission Super Nanny. Le 3 juin 2005, elle a sa dernière apparition en tant que co-présentatrice de la série Freitag Nacht News. Depuis 2005, elle a tourné quelques sketchs avec Hans Werner Olm pour son spectacle Olm unterwegs (« Olm en route »), qui a débuté sur ProSieben le 15 janvier 2006.
En février 2006, elle a fondé l'association Ruth tut gut e. V. (« Ruth fait du bien ») qui s'est fixé pour objectif de combler le fossé entre l'école et la formation professionnelle. Elle donne aux jeunes l'occasion de découvrir leurs possibilités d'éducation et de formation après l'école. À l'automne de la même année, elle a participé avec le patineur artistique britannique Carl Briggs au spectacle de RTL Dancing on Ice (elle a remporté la première place) et en novembre à l'émission de cuisine de VOX Das perfekte Promi-Dinner.
En février 2007, elle joue le rôle d'une pilote alcoolique dans le film RTL African Race – Die verrückte Jagd nach dem Marakunda (« African Race - La folle course pour la Marakunda »). Le film a été diffusé le 1er janvier 2008. Le 30 juin 2007, avec son partenaire de danse Sergey Pluyta, elle est en lice dans le spectacle « Le festival d'été de la musique folklorique » pour représenter l'Allemagne au Concours Eurovision de la danse 2007, mais doit s'avouer battue avec 44 % des voix contre 49 % pour Wolke Hegenbarth. Du 20 octobre 2007 au 3 novembre 2007, elle a participé au casting de RTL Das Supertalent aux côtés de Dieter Bohlen et André Sarrasani.
Depuis décembre 2007, elle a sa propre émission de clips sur Comedy Central Deutschland sous le titre Total lustig – Die besten Clips mit Ruth Moschner (« Trop drôle - Les meilleurs clips avec Ruth Moschner »). Elle présente l'émission avec ses trois voisines, Vanessa, Peggy et Gisela, qui sont toutes incarnées par elle.
Début 2009, elle a joué un caméo dans le clip vidéo du titre Brainwash de Kool Savas et a également tourné dans deux épisodes de la telenovela Wege zum Glück (« Les chemins du bonheur ») sur ZDF. Sur le portail d'apprentissage en ligne Scoyo, elle a doublé le professeur d'art responsable de Louise.
En 2019, elle participe au jury de la version allemande de l'émission The Masked Singer.

## Filmographie
- 2008 : African Race – Die verrückte Jagd nach dem Marakunda

## Animation
- 1986 : Aktenzeichen XY … ungelöst
- 2000–2005 : Freitag Nacht News
- 2002 : Alerte Cobra
- 2003 : Das Amt
- 2003 : Reklame!
- 2004–2005 : Big Brother
- 2004 : Hinter Gittern – Der Frauenknast
- 2005 : Chili TV
- 2005–2007 : Olm unterwegs
- 2006 : Dancing on Ice
- 2006 : Das perfekte Promi-Dinner
- 2006 : Tony Tough 2 – Der Klugscheisser kehrt zurück
- 2007 : Das große Sommerfest der Volksmusik
- 2007 : Das Supertalent
- Depuis 2007 : Dings vom Dach
- 2007–2009 : Total lustig – Die besten Clips mit Ruth Moschner
- 2008 : African Race – Die verrückte Jagd nach dem Marakunda
- 2009 : Wege zum Glück
- 2010–2013 : Riverboat (émission télévisée) (de)
- 2010–2013 : Das Schlagerrad
- 2011 : Die goldene Henne
- 2011 : Anna und die Liebe
- 2011 : Die Ärzte – der Medizintalk im ZDF
- 2013 : In aller Freundschaft
- 2013 : Promi Shopping Queen
- 2014–2017 : Grill den Henssler
- Depuis 2014 : Tortenschlacht
- 2015 : Rosamunde Pilcher
- 2016 : Ewige Helden
- 2017 : So tickt der Mensch
- 2017 : Nachsitzen!-Promis zurück auf die Schulbank
- 2017 : Dance Dance Dance
- seit 2017 : Grill den Profi
- 2018 : Geheimniskrämer
- 2019 : The Masked Singer (Allemagne)